# Lauro Salas
Lauro Salas Serna (Monterrey, Nuevo León; 28 de agosto de 1928 - Monterrey, Nuevo León; 11 de febrero de 1987) fue un boxeador mexicano, ex campeón mundial en la división de peso ligero.

## Carrera
Salas era conocido como un pegador incansable, que a menudo desgastaba a sus oponentes en los últimos asaltos con una gran cantidad de golpes. Durante gran parte del inicio de su carrera, compitió en la división peso pluma, y recibió una oportunidad por el título contra el campeón de peso ligero Jimmy Carter el 1 de abril de 1952 en el Auditorio Olímpico de Los Ángeles. Salas, que parecía estar muy por detrás durante los primeros diez asaltos, protagonizó una remontada tardía en las rondas del campeonato, que culminó con una caída en cuenta de dos de Carter en el decimoquinto asalto. Carter ganaría por decisión unánime, aun cuando Salas se ganó mucho respeto por su valiente esfuerzo.
Seis semanas después, el 14 de mayo de 1952, volvió a enfrentarse a Carter nuevamente por el título en  el Olímpico en una revancha. Esta vez, Salas tuvo un comienzo mucho mejor, cortó a su rival y una vez más abrumó con su presión en los últimos asaltos. Esta vez, obtuvo una decisión dividida sobre Carter, para ganar el título mundial de peso ligero.
El 15 de octubre de 1952, Salas peleó en una trílogia con Carter en el Estadio de Chicago. En la revancha, Carter estableció el control interno, dictando el ritmo y cortando a Salas en ambos ojos. Con su visión obstaculizada por los recortes, junto con el castigo que había recibido de Carter, no pudo sostener una recuperación tardía. Carter recibió una amplia decisión unánime para recuperar el título de peso ligero por segunda vez.
Salas se retiró del boxeo profesional a inicios de 1961 en un combate celebrado ante el jamaiquino Bunny Grant, el cual perdió por nocaut.